# Danny Simpson
Daniel Peter "Danny" Simpson (sinh ngày 4 tháng 1 năm 1987), là cầu thủ bóng đá người Anh, hiện đang thi đấu cho câu lạc bộ Macclesfield ở giải Northern Premier League. Vị trí sở trường của anh là hậu vệ phải.
Anh trưởng thành từ lò đào tạo Manchester United. Trong quá trình phát triển, Simpson đã được cho mượn tại Sunderland, Ipswich Town và Blackburn Rovers ở Anh và Royal Antwerp ở Bỉ. Anh đã thi đấu cho Newcastle United trong 6 tháng theo dạng cho mượn trước khi được mua đứt vào tháng 1 năm 2010 và sau 4 năm chơi tại đây, Simpson gia nhập Queens Park Rangers theo dạng chuyển nhượng tự do. Anh chơi cho QPR một mùa giải trước khi chuyển sang Leicester City, tại đây Simpson đã cùng "bầy cáo" vô địch giải bóng đá Ngoại hạng Anh mùa 2015-16.

## Sự nghiệp

### Manchester United
Simpson sinh ra ở Eccles, Greater Manchester. Cha anh là người Jamaica còn mẹ là người Anh . Simpson đã chơi cho Parkwyddn JFC ở Eccles khi còn nhỏ trước khi được Manchester United tuyển chọn. Anh đư vào đội hình dự bị vào năm 2005. Simpson ra mắt đội một trong trận gặp Kaizer Chiefs của Nam Phi vào ngày 18 tháng 7 năm 2006, trận đấu đó Quỷ đỏ đã giành chiến thắng với tỷ số 1-0.

#### Royal Antwerp (cho mượn)
Đầu tháng 1 năm 2006, Simpson cùng với ba cầu thủ trẻ khác của United được cho mượn để có thêm kinh nghiệm thi đấu. Điểm đến của anh là câu lạc bộ Giải hạng hai của Bỉ Royal Antwerp. Simpson thi đấu tại Antwerp nửa cuối mùa giải 2005-06 và đầu mùa giải 2006-07 trước khi trở lại United vào tháng 1 năm 2007.

#### Sunderland (cho mượn)
Vào ngày 25 tháng 1 năm 2007, Simpson gia nhập Sunderland theo dạng cho mượn trong phần còn lại của mùa giải. Anh đã cùng Sunderland vô địch mùa giải đó.

#### Trở lại Manchester United
Simpson trở lại United vào đầu mùa 2007-08 và ký hợp đồng mới vào tháng 9 năm 2007. Theo đó, United sẽ giữ anh ở lại câu lạc bộ cho đến năm 2010. Anh có trận ra sân đầu tiên United tại một giải đấu chính thức vào ngày 26 tháng 9 năm 2007 trong trận thua 2-0 League Cup trước Coventry City. Sau đó, anh có trận ra mắt Premier League vào ngày 6 tháng 10 năm 2007 trong trận đấu với Wigan Athletic tại Old Trafford, khi vào sân thay cho John O'Shea bị chấn thương. Anh kiến tạo bàn thắng thứ 4 với một đường chuyền tốt cho Wayne Rooney. Trận đấu kết thúc với tỷ số 4-0 dành cho United. Trận ra mắt ở đấu trường châu Âu của Simpson diễn ra vào ngày 23 tháng 10 năm 2007, khi anh vào sân thay người ở phút thứ 80 cho Ryan Giggs trong trận đấu với Dynamo Kyiv. Anh xuất hiện trong đội hình xuất phát của United trong trận đấu lượt về với Dynamo Kyiv vào ngày 7 tháng 11 năm 2007, trận đấu đó United thắng 4-0.

#### Ipswich Town (cho mượn)
Ngày 21 tháng 3 năm 2008, Simpson được cho mượn tại Ipswich Town. Với sự trở lại sau chấn thương của Gary Neville, HLV Alex Ferguson cho rằng Simpson cần được ra sân thi đấu thường xuyên để phát triển, nhưng điều này rất khó khăn tại Old Trafford, khi anh chỉ là lựa chọn thứ 3 sau Gary Neville and Wes Brown.

#### Blackburn Rovers (cho mượn)
Ngày 4 tháng 8 năm 2008, Simpson gia nhập Blackburn Rovers với một bản hợp đồng cho mượn dài hạn. Simpson có trận ra mặt Blackburn vào 27 tháng 8 năm 2008, trong trận thắng 4–1 trước Grimsby Town tại vòng 2 League Cup. Trận ra mắt Premier League của anh trong màu áo Blackburn Rovers diễn ra vào ngày 13 tháng 9 năm 2008, trong trận thua 4-0 trên sân nhà trước Arsenal. Ngoại trừ thất bại tại vòng 5 League Cup của Blackburn trước Manchester United, trận đấu mà anh không thể ra sân vì một điều khoản trong hợp đồng cho mượn, Simpson đã góp mặt cùng Blackburn trong các chiến dịch League Cup và FA Cup của họ. Anh ấy cũng đã đá 11 trong số 14 trận đấu mà anh ấy đủ điều kiện trước Giáng sinh 2008. Sau Giáng sinh, Simpson chỉ chơi thêm một trận đấu nữa, đó là thất bại 4-0 trước Arsenal và đầu tháng 5 năm 2009, với cơ hội cạnh tranh một suất ra sân của Simpson bị hạn chế ở Blackburn, hợp đồng cho mượn đã bị chấm dứt sớm và anh trở lại tập luyện cùng Manchester United.

### Newcastle United

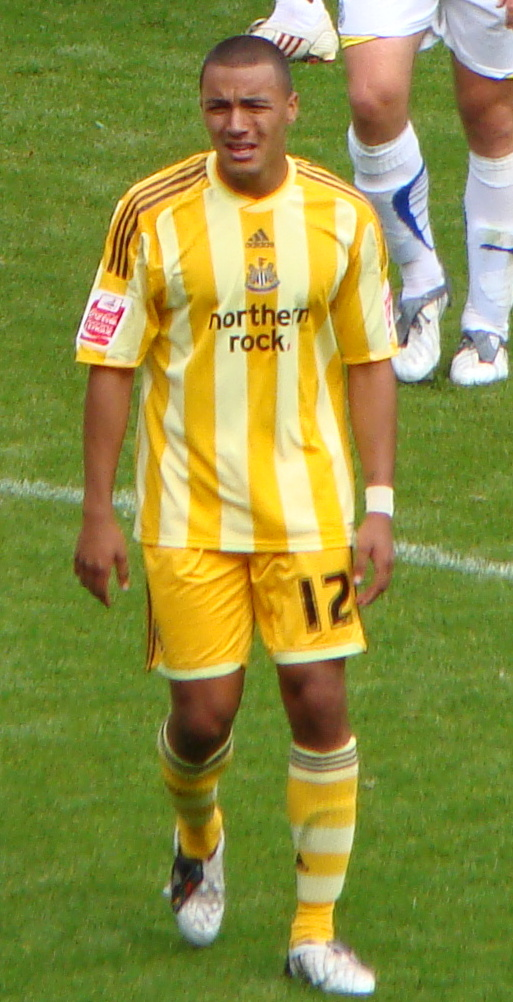
Simpson trong màu áo Newcastle United năm 2009

Ngày 14 tháng 8 năm 2009, Simpson gia nhập Newcastle United theo dạng cho mượn cho đến tháng 1 năm 2010, và có trận đầu tiên cho "chích choè" trong chiến thắng 1-0 Sheffield Wednesday tại St. James 'Park. Anh ghi bàn thắng đầu tiên cho Newcastle trong trận gặp Peterborough United ngày 7 tháng 11 năm 2009.
Sau khi hoàn thành hợp đồng cho mượn, Newcastle đã quyết định mua đứt để giữ Simpson thi đấu lâu dài với giá khoảng 750.000 bảng, Simpson đã ký hợp đồng ba năm rưỡi vào ngày 20 tháng 1 năm 2010.
Anh đã đóng một vai trò quan trọng giúp thăng hạng của Newcastle thăng hạng Premier League và giành được danh hiệu Championship thứ hai trong sự nghiệp. Đến cuối mùa giải, Simpson "làm bạn với nỗi đau" khi dính chấn thương mắt cá chân. Anh ấy đã nghỉ thi đấu ba tháng.
Simpson bắt đầu mùa giải mới bằng chiến thắng 2-1 của Newcastle trước West Ham United, thay thế James Perch ở vị trí hậu vệ phải. Simpson lấy lại vị trí chính thức với những màn trình diễn mạnh mẽ, và chơi ăn ý với Joey Barton ở cánh phải.
Ngày 20 tháng 9 năm 2011, Simpson đã ghi bàn thắng vào lưới Nottingham Forest ở vòng ba Cup Liên đoàn Anh, giúp Newcastle thắng 4-3.
Ngày 10 tháng 12 năm 2011, Simpson đá cặp trung vệ (thay vì hậu vệ cánh phải, vị trí anh chơi từ đầu mùa) cùng với James Perch thay cho Steven Taylor và Fabricio Coloccini bị chấn thương trong trận thua 4-2 của Newcastle trước Norwich City.
Ngày 4 tháng 1 năm 2012, Simpson ra sân ngay từ đầu trong chiến thắng 3-0 của "Chích Choè" trước câu lạc bộ cũ Manchester United vào sinh nhật thứ 25 của anh ấy.

### Queens Park Rangers
Sau khi hợp đồng với Newcastle đáo hạn vào cuối mùa 2012-13, Simpson đã ký hợp đồng 3 năm với câu lạc bộ Championship, Queens Park Rangers vào ngày 27 tháng 6 năm 2013. Anh ghi bàn thắng đầu tiên cho QPR trong trận đấu ở League Cup gặp Exeter City vào ngày 6 tháng 8 năm 2013. Anh ấy đã có 36 lần ra cho QPR tại Championship giúp đội bóng này giành quyền thăng hạng khi chiến thắng trận play-off.

### Leicester City

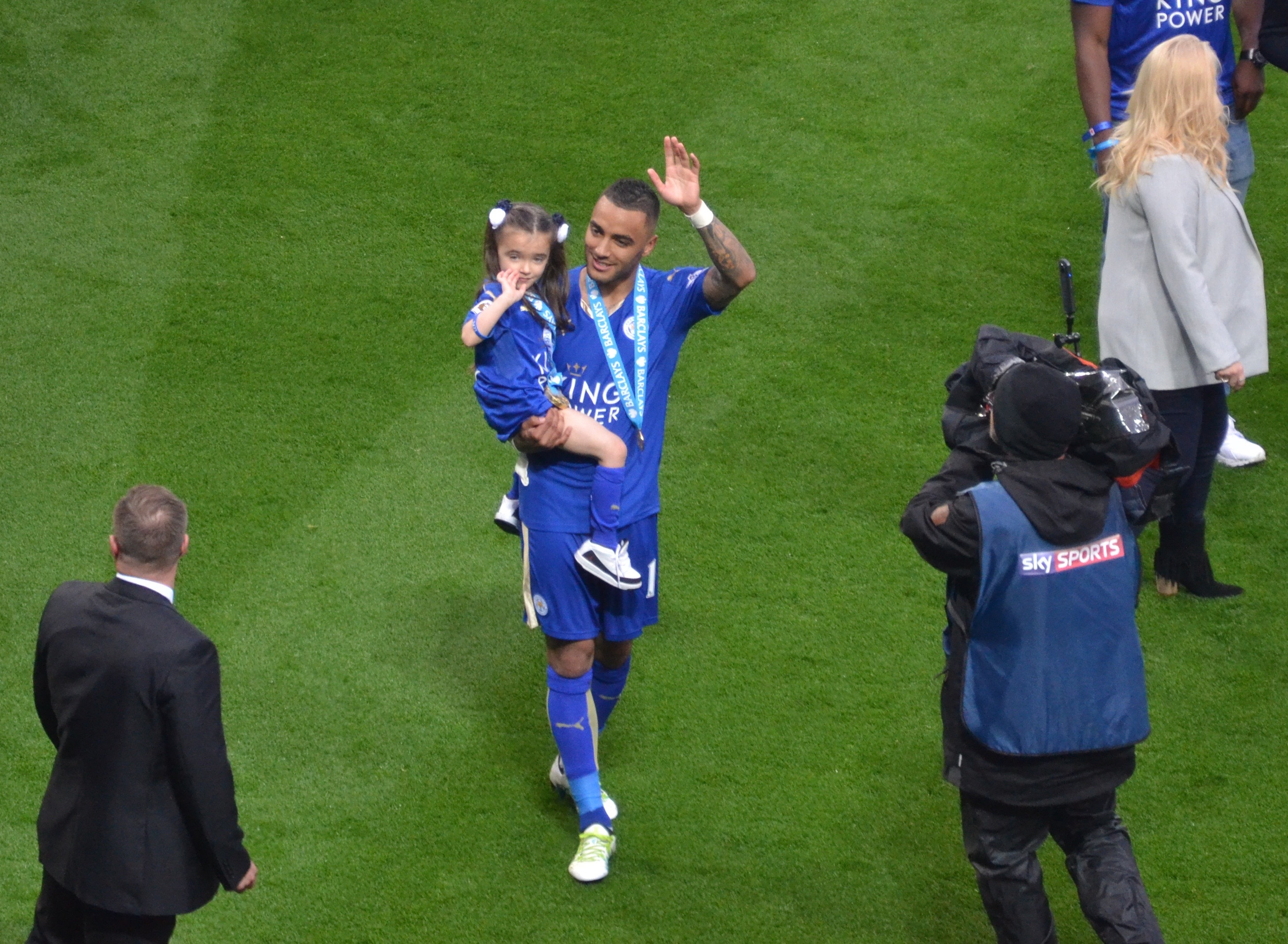
Simpson và con gái ăn mừng chức vô địch của Leicester vào ngày 7 tháng 5 năm 2016

Vào ngày 30 tháng 8 năm 2014, Simpson đã ký hợp đồng 3 năm với một đội bóng được thăng hạng khác là Leicester City.
Simpson đã ra mắt Leicester trong trận thua 2-0 trước Crystal Palace khi vào sân từ băng ghế dự bị ngày 27 tháng 9 năm 2014. Tuy nhiên, phải đến ngày 7 tháng 12 trước Aston Villa, anh mới có trận thứ 2 cho câu lạc bộ vì vấp phải sự cạnh tranh của Ritchie De Laet. Simpson đã có tổng cộng 14 lần ra sân cho Leicester trong mùa giải 2014-15.
Vào mùa giải 2015-16, dưới thời huấn luyện viên mới Claudio Ranieri, De Laet vẫn là sự lựa chọn số một cho vị trí hậu vệ phải. Tuy nhiên sau thất bại 5-2 trước Arsenal, Ranieri đã chọn Simpson thay cho De Laet để củng cố hàng phòng ngự của Leicester, vì Simpson được coi là hậu vệ phòng ngự nhiều hơn De Laet và "hiếm khi mạo hiểm dâng cao". Cuối mùa giải, Leicester lên ngôi vô địch Ngoại hạng Anh, đây là một kỳ tích.
Cuối mùa giải 2018-19, Leicester City đã giải phóng hợp đồng với Simpson.

### Huddersfield Town
Sau khi Leicester giải phóng hợp đồng, Simpson đã gia nhập Huddersfield Town với một bản hợp đồng có thời hạn đến hết mùa 2019-20.

### Bristol City
Vào ngày 26 tháng 3 năm 2021, Simpson gia nhập Bristol City theo hợp đồng cho đến cuối mùa giải. Động thái này đã tái hợp anh ta với cựu huấn luyện viên Leicester Nigel Pearson.
Vào ngày 23 tháng 6 năm 2021, Simpson đã ký gia hạn thêm một năm hợp đồng với câu lạc bộ.

## Cuộc sống cá nhân
Simpson có một cô con gái, sinh sớm sáu tuần vào giữa năm 2011.
Vào ngày 20 tháng 5 năm 2015, Simpson bị kết tội tấn công bạn gái cũ và là mẹ của con anh, Stephanie Ward ngày 28 tháng 12 năm 2014. Anh bị kết án 300 giờ phục vụ cộng đồng. Vào ngày 12 tháng 5 năm 2016, bản án của Simpson đã được xem xét trong bối cảnh báo chí xâm nhập vào dịch vụ cộng đồng của anh và được thay thế bằng lệnh giới nghiêm từ 22:00 đến 06:00 trong 21 ngày.

## Thống kê sự nghiệp

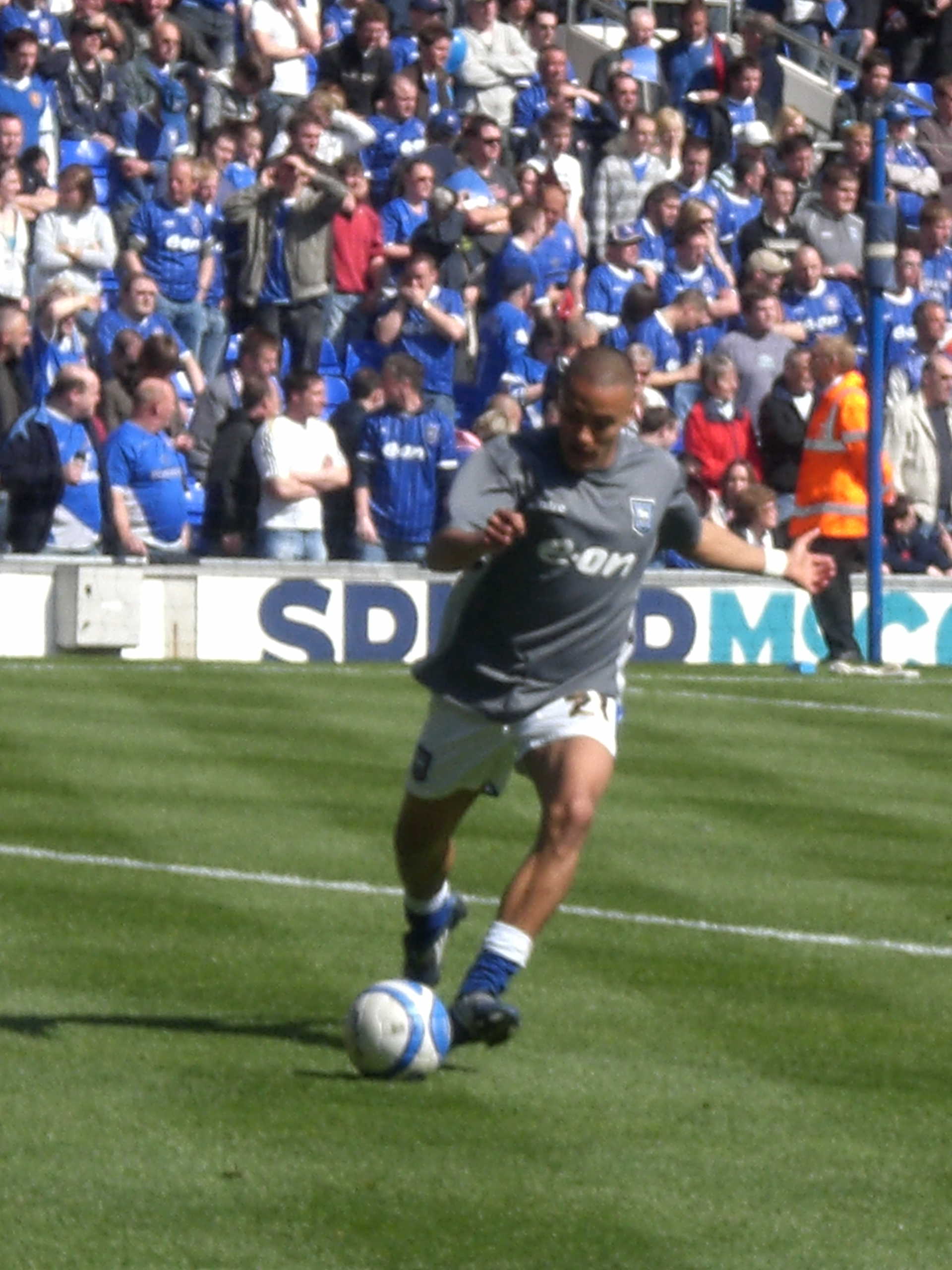
Simpson đang khởi động trong màu áo của Ipswich Town năm 2008

Tính đến 23 tháng 10 năm 2021
| Thống kê                | Thống kê            | Thống kê                | League | League | Cup  | Cup | Cúp liên đoàn | Cúp liên đoàn | Châu lục | Châu lục | Khác | Khác | Tổng | Tổng |
| Câu lạc bộ              | Mùa giải            | Hạng                    | Trận   | Bàn    | Trận | Bàn | Trận          | Bàn           | Trận     | Bàn      | Trận | Bàn  | Trận | Bàn  |
| ----------------------- | ------------------- | ----------------------- | ------ | ------ | ---- | --- | ------------- | ------------- | -------- | -------- | ---- | ---- | ---- | ---- |
| Manchester United       | 2005–06             | Premier League          | 0      | 0      | 0    | 0   | 0             | 0             | 0        | 0        | 0    | 0    | 0    | 0    |
| Manchester United       | 2006–07             | Premier League          | 0      | 0      | 0    | 0   | 0             | 0             | 0        | 0        | 0    | 0    | 0    | 0    |
| Manchester United       | 2007–08             | Premier League          | 3      | 0      | 1    | 0   | 1             | 0             | 3        | 0        | 0    | 0    | 8    | 0    |
| Manchester United       | 2008–09             | Premier League          | 0      | 0      | 0    | 0   | 0             | 0             | 0        | 0        | 0    | 0    | 0    | 0    |
| Manchester United       | 2009–10             | Premier League          | 0      | 0      | 0    | 0   | 0             | 0             | 0        | 0        | 0    | 0    | 0    | 0    |
| Manchester United       | Tổng cộng           | Tổng cộng               | 3      | 0      | 1    | 0   | 1             | 0             | 3        | 0        | 0    | 0    | 8    | 0    |
| Royal Antwerp (mượn)    | 2005–06             | Belgian Second Division | 14     | 0      | 0    | 0   | 0             | 0             | 0        | 0        | 0    | 0    | 14   | 0    |
| Royal Antwerp (mượn)    | 2006–07             | Belgian Second Division | 16     | 1      | 0    | 0   | 0             | 0             | 0        | 0        | 0    | 0    | 16   | 1    |
| Royal Antwerp (mượn)    | Tổng cộng           | Tổng cộng               | 30     | 1      | 0    | 0   | 0             | 0             | 0        | 0        | 0    | 0    | 30   | 1    |
| Sunderland (mượn)       | 2006–07             | Championship            | 14     | 0      | 0    | 0   | 0             | 0             | 0        | 0        | 0    | 0    | 14   | 0    |
| Ipswich Town (mượn)     | 2007–08             | Championship            | 8      | 0      | 0    | 0   | 0             | 0             | 0        | 0        | 0    | 0    | 8    | 0    |
| Blackburn Rovers (mượn) | 2008–09             | Premier League          | 12     | 0      | 5    | 0   | 3             | 0             | 0        | 0        | 0    | 0    | 20   | 0    |
| Newcastle United (mượn) | 2009–10             | Championship            | 20     | 1      | 1    | 0   | 1             | 0             | 0        | 0        | 0    | 0    | 22   | 1    |
| Newcastle United        | 2009–10             | Championship            | 19     | 0      | 0    | 0   | 0             | 0             | 0        | 0        | 0    | 0    | 19   | 0    |
| Newcastle United        | 2010–11             | Premier League          | 30     | 0      | 1    | 0   | 0             | 0             | 0        | 0        | 0    | 0    | 31   | 0    |
| Newcastle United        | 2011–12             | Premier League          | 35     | 0      | 2    | 0   | 3             | 1             | 0        | 0        | 0    | 0    | 40   | 1    |
| Newcastle United        | 2012–13             | Premier League          | 19     | 0      | 0    | 0   | 0             | 0             | 7        | 0        | 0    | 0    | 26   | 0    |
| Newcastle United        | Tổng cộng           | Tổng cộng               | 123    | 1      | 4    | 0   | 4             | 1             | 7        | 0        | 0    | 0    | 138  | 2    |
| Queens Park Rangers     | 2013–14             | Championship            | 36     | 0      | 1    | 0   | 2             | 1             | 0        | 0        | 3    | 0    | 42   | 1    |
| Queens Park Rangers     | 2014–15             | Premier League          | 1      | 0      | 0    | 0   | 1             | 0             | 0        | 0        | 0    | 0    | 2    | 0    |
| Queens Park Rangers     | Tổng cộng           | Tổng cộng               | 37     | 0      | 1    | 0   | 3             | 1             | 0        | 0        | 3    | 0    | 44   | 1    |
| Leicester City          | 2014–15             | Premier League          | 14     | 0      | 2    | 0   | 0             | 0             | 0        | 0        | 0    | 0    | 16   | 0    |
| Leicester City          | 2015–16             | Premier League          | 30     | 0      | 1    | 0   | 1             | 0             | 0        | 0        | 0    | 0    | 32   | 0    |
| Leicester City          | 2016–17             | Premier League          | 35     | 0      | 2    | 0   | 1             | 0             | 6        | 0        | 1    | 0    | 45   | 0    |
| Leicester City          | 2017–18             | Premier League          | 28     | 0      | 3    | 0   | 0             | 0             | 0        | 0        | 0    | 0    | 30   | 0    |
| Leicester City          | 2018–19             | Premier League          | 6      | 0      | 1    | 0   | 2             | 0             | 0        | 0        | 0    | 0    | 9    | 0    |
| Leicester City          | Tổng cộng           | Tổng cộng               | 113    | 0      | 9    | 0   | 4             | 0             | 6        | 0        | 1    | 0    | 133  | 0    |
| Leicester City U23      | 2018–19             | —                       | —      | —      | —    | —   | —             | —             | —        | —        | 1    | 0    | 1    | 0    |
| Huddersfield Town       | 2019–20             | Championship            | 24     | 0      | 1    | 0   | 0             | 0             | —        | —        | —    | —    | 25   | 0    |
| Bristol City            | 2020–21             | Championship            | 4      | 0      | 0    | 0   | 0             | 0             | —        | —        | —    | —    | 4    | 0    |
| Bristol City            | 2021–22             | Championship            | 3      | 0      | 0    | 0   | 1             | 0             | —        | —        | —    | —    | 4    | 0    |
| Tổng cộng sự nghiệp     | Tổng cộng sự nghiệp | Tổng cộng sự nghiệp     | 371    | 2      | 21   | 0   | 15            | 2             | 16       | 0        | 5    | 0    | 428  | 4    |

## Danh hiệu
Sunderland
- Football League Championship: 2006–07[2]

Newcastle United
- Football League Championship: 2009–10[2]

Queens Park Rangers
- Football League Championship play-offs: 2014[26]

Leicester City
- Premier League: 2015–16 [37]